# Amtsmissbrauchaffären in der Wiener Polizei 2006
2006 wurden zwei Amtsmissbrauchaffären in der Wiener Polizei an die Öffentlichkeit getragen, die hinsichtlich der handelnden Personen miteinander verflochten waren. Einer der beiden Involvierten, Ernst Geiger, ist 2009 – rehabilitiert – wieder als Exekutivbediensteter tätig. Der andere Involvierte, Roland Horngacher, musste den öffentlichen Dienst verlassen.

## „Saunaaffäre“

### Vorwürfe gegen Geiger
Mit dem Begriff Saunaaffäre wurde in österreichischen Medien angebliche Verstrickungen in das Rotlichtmilieu durch den Leiter der Wiener Kriminalpolizei, Ernst Geiger, bezeichnet, der zuvor als Chefermittler zum Fall der aus dem Kunsthistorischen Museum gestohlenen Saliera (2003–2006) öffentliche Bekanntheit erlangt hatte. Der Wiener Landespolizeikommandant Roland Horngacher, ein Mitbewerber um die Leitung der Wiener Polizei nach der für 2008 erwarteten Pensionierung von Polizeipräsident Peter Stiedl, soll Informationen über die Affäre an Medien weitergegeben haben.
Geiger wurde vorgeworfen, den mit ihm befreundeten Besitzer mehrerer Etablissements im Rotlichtmilieu, vor einer bevorstehenden Razzia am 10. März 2006 telefonisch gewarnt zu haben. Gegen den Betreiber der FKK-Sauna wurde wegen grenzüberschreitender Prostitution und Zuhälterei ermittelt. Er und sieben seiner Angestellten wurden am 11. April 2006 verhaftet, mehrere legten Geständnisse ab. Der Betreiber wurde jedoch später freigesprochen.

### Geiger suspendiert, später rehabilitiert
Ernst Geiger, der die Leitung der Kriminalpolizei seit Anfang 2006 provisorisch innehatte, wurde Ende März 2006 vom Dienst suspendiert. Die Anklage gegen ihn lautete auf Mißbrauch der Amtsgewalt bzw. Verletzung des Amtsgeheimnisses. Wegen Amtsgeheimnisverletzung wurde Geiger, der alle Anschuldigungen von sich wies, am 31. August 2006 in erster Instanz zu drei Monaten bedingter Haft verurteilt. Auf Geigers Berufung wurde das Urteil im Oktober 2007 vom Obersten Gerichtshof (OGH) aufgehoben. Ernst Geiger wurde im März 2008 im neu aufgerollten Prozess freigesprochen, der Freispruch, gegen den der Staatsanwalt Einspruch erhoben hatte, 2009 höchstgerichtlich bestätigt.

## Affäre Horngacher

### Vorwürfe
Im August 2006 wurden Ermittlungen gegen den damaligen Wiener Landespolizeikommandanten Roland Horngacher wegen des Verdachtes auf Amtsmissbrauch und unerlaubte Geschenkannahme aufgenommen. Beobachter sahen darin eine interne Intrige Geigers, der mit Horngacher um das Amt des Polizeipräsidenten konkurrierte und die Anzeige gegen Horngacher von seinem Anwalt einbringen ließ.

### Reaktion Horngachers
Seinerseits zeigte Horngacher seit September 2006 die Polizeivizepräsidentin Michaela Pfeifenberger wegen Verdacht auf Amtsmissbrauch und Verletzung des Amtsgeheimnisses an. Zum Teil betrafen die Anzeigen illegale Informationsflüsse an die Medien, die Horngacher selbst zur Last gelegt wurden. Alle Anzeigen wurden von der Staatsanwaltschaft aufgrund der Haltlosigkeit der Anschuldigungen zurückgelegt.

### Weitere Vorwürfe
Die Verdachtsmomente gegen Horngacher weiteten sich in den folgenden Monaten aus und umfassten folgende Vorgänge:
- Horngacher soll vom ehemaligen BAWAG-Generaldirektor Helmut Elsner, einer Schlüsselfigur im Kriminalfall BAWAG-Affäre, Reisegutscheine im Wert von 8.000 € erhalten und teilweise eingelöst haben. Elsner soll dafür streng vertrauliche Informationen über Geschäftspartner erhalten haben.
- Horngacher stand im Verdacht, weitere Geschenke – in einem Fall ein Auto – vom Glücksspielkonzern Admiral-Novomatic angenommen zu haben. Als Gegenleistung soll er Razzien und Kontrollen von privat betriebenen Glücksspielautomaten „gebremst“ bzw. verhindert haben.
- Im Fall des wegen Kokainkonsums verurteilten österreichischen Popstars Rainhard Fendrich soll Horngacher befreundeten Medienvertretern vertrauliche Polizeiakten zukommen haben lassen.
- Im Zusammenhang mit einer Sexaffäre mit einer Bardame werden Horngacher standeswidrige Kontakte in das Rotlichtmilieu sowie Trunkenheit am Steuer und Missachtung der Straßenverkehrsordnung vorgeworfen.[8]

### Hausverbot
Anfang Februar 2007 sandte Horngacher an Polizeipräsident Stiedl eine telefonische Kurznachricht (SMS), er werde für seine Rehabilitation „bis zur letzten Patronenkugel kämpfen“. Einige Kollegen, die von Stiedl den Inhalt der Nachricht erfuhren, fühlten sich bedroht. Horngacher erhielt (Stiedl: „zu seinem eigenen Schutz“) Hausverbot bei der Wiener Polizei. Stiedl vertrat allerdings die Ansicht, dass Horngachers Nachricht nicht wörtlich zu nehmen sei, sondern sich symbolisch auf die zu erwartende erbitterte arbeitsrechtliche Aufarbeitung der Causa beziehe. Die Rückkehr Horngachers zur Polizei schloss Stiedl zu diesem Zeitpunkt bereits aus – unabhängig vom Ausgang des Strafverfahrens.

### Amtsenthebungsverfahren
In weiterer Folge begann im Februar 2007 ein Amtsenthebungsverfahren gegen Horngacher. Dazu wurde bekannt, dass dieses Verfahren aufgrund einer Weisung des damals interimistisch auch als Innenminister fungierenden Bundeskanzlers Wolfgang Schüssel begonnen worden sei. Polizeipräsident Stiedl habe es im Sinne der üblichen Vorgangsweise nicht für erforderlich gehalten, dieses Verfahren vor Abschluss des Strafverfahrens einzuleiten (bis zu dem der Betroffene allerdings ein arbeitsloses Einkommen in Höhe von zwei Dritteln des letzten Gehalts bezieht).
Horngachers Anwalt warf nach Bekanntwerden der Weisung dem Bundeskanzler, dem Polizeipräsidenten, der ÖVP, dem BZÖ und dem BIA (Büro für interne Angelegenheiten) politische Willkür vor.

### Weitere Vorwürfe
Das Wiener Wochenmagazin Falter berichtete im März 2007, Horngacher habe seine Uniform abgeben müssen, weil er trotz Suspendierung von seiner Funktion uniformiert in einem öffentlichen Lokal gesichtet worden sei. 2008 wurden gegen Horngacher Vorwürfe wegen alkoholisierten Autolenkens erhoben. Im März 2008 legte Horngacher bei einer Verkehrskontrolle eine Verlustanzeige für seinen Führerschein vor, den er im Februar hätte abgeben müssen, weil er nach Fahren in Schlangenlinien auf einer Autobahn angehalten wurde.

### Verurteilung
Im Mai 2007 gab die Staatsanwaltschaft Wien bekannt, dass gegen Horngacher wegen Amtsmissbrauchs, verbotener Geschenkannahme und Verletzung des Amtsgeheimnisses Anklage erhoben werde. Der Beginn des Prozesses wurde für den 5. Oktober 2007 festgelegt. Im Juli 2007 schloss sich der damals noch wegen Verletzung des Amtsgeheimnisses verurteilte Ernst Geiger der Anklage gegen Horngacher als Privatbeteiligter an. Geiger warf Horngacher vor, seinen Ruf durch wiederholtes, rechtswidriges Handeln massiv geschädigt zu haben.
Am 17. Oktober 2007 wurde Horngacher von einem Schöffensenat am Landesgericht für Strafsachen in Wien wegen Amtsmissbrauchs und Verletzung des Amtsgeheimnisses zu einer 15-monatigen bedingten Haftstrafe verurteilt.
Am 22. Juli 2008 wurde bekannt, dass der OGH den Schuldspruch bestätigt hat und dieser somit nun rechtskräftig ist. Am 6. Oktober 2008 wurde veröffentlicht, dass das Oberlandesgericht Wien das Strafausmaß von 15 Monaten bedingter Haft nicht herabsetzt. Das Urteil ist rechtskräftig. Horngacher verlor dadurch von Gesetzes wegen (§ 27 (1) Z 1 StGB) den Beamtenstatus.

### Verwicklungen des Vereins der Freunde der Wiener Polizei
Im Zuge des Prozesses gegen Horngacher wurde bekannt, dass der Kassier des Vereins der Freunde der Wiener Polizei, Adolf Krchov, rechte Hand mehrerer Wiener Polizeipräsidenten, Horngacher ein Kuvert im Auftrag von Bawag-Chef Helmut Elsner überbracht hatte. Das Kuvert enthielt Reiseschecks, auch Krchov bekam einen. Der zum Zeitpunkt des Prozesses im Amt befindliche Polizeipräsident Peter Stiedl sah in den sonstigen Tätigkeiten des Vereins, wie z. B. die Verpflegung bei Polizeifesten oder die Zurverfügungstellung von Polizeiautos keine Unrechtmäßigkeiten. Nachdem sich auch die Staatsanwaltschaft eingeschaltet hatte, stellte der Vereinspräsident, der frühere Nationalbankpräsident Adolf Wala, auch eine Auflösung des Vereins in Sicht, dazu kam es aber nicht.
Vom Büro für Interne Angelegenheiten sowie vom Kontrollamt der Stadt Wien wurden Untersuchungen durchgeführt, welche jedoch zu keinem straf- oder verwaltungsstrafrechtlich verwertbaren Ergebnis führten.